# Taslim
Nell'Islam, il taslīm (in arabo تسليم‎?) è la formula conclusiva della ṣalāt. 
Della formula, si noti che solo le due prime parole sono considerate strettamente vincolanti: al-Salāmu ʿalaykum wa-raḥmatu Llāhi wa-barakātuhu («La salvezza [di Allah], la Sua misericordia e le Sue benedizioni siano su di voi»).